# ستيفانوس كاتسيكاس
ستيفانوس كاتسيكاس هو لاعب كرة قدم يوناني، ولد في 28 فبراير 2002.